# 浦田景子
浦田 景子（うらた けいこ、女性、1977年11月30日 - ）は、日本のプロビーチバレー選手。

## 来歴
福岡県糟屋郡志免町出身。
2012年、浅尾美和とペアを組み、JBVツアー 2位。
2020年、日本ビーチバレーボール連盟主催の国内大会「ジャパンビーチゲームズフェスティバル千葉2020女子の部」に出場。準々決勝敗退。

## 球歴
- 所属チーム履歴

町立志免中央小 → 町立志免中 → 九州女子高校 → タイガー魔法瓶